# Klein-Willebroek

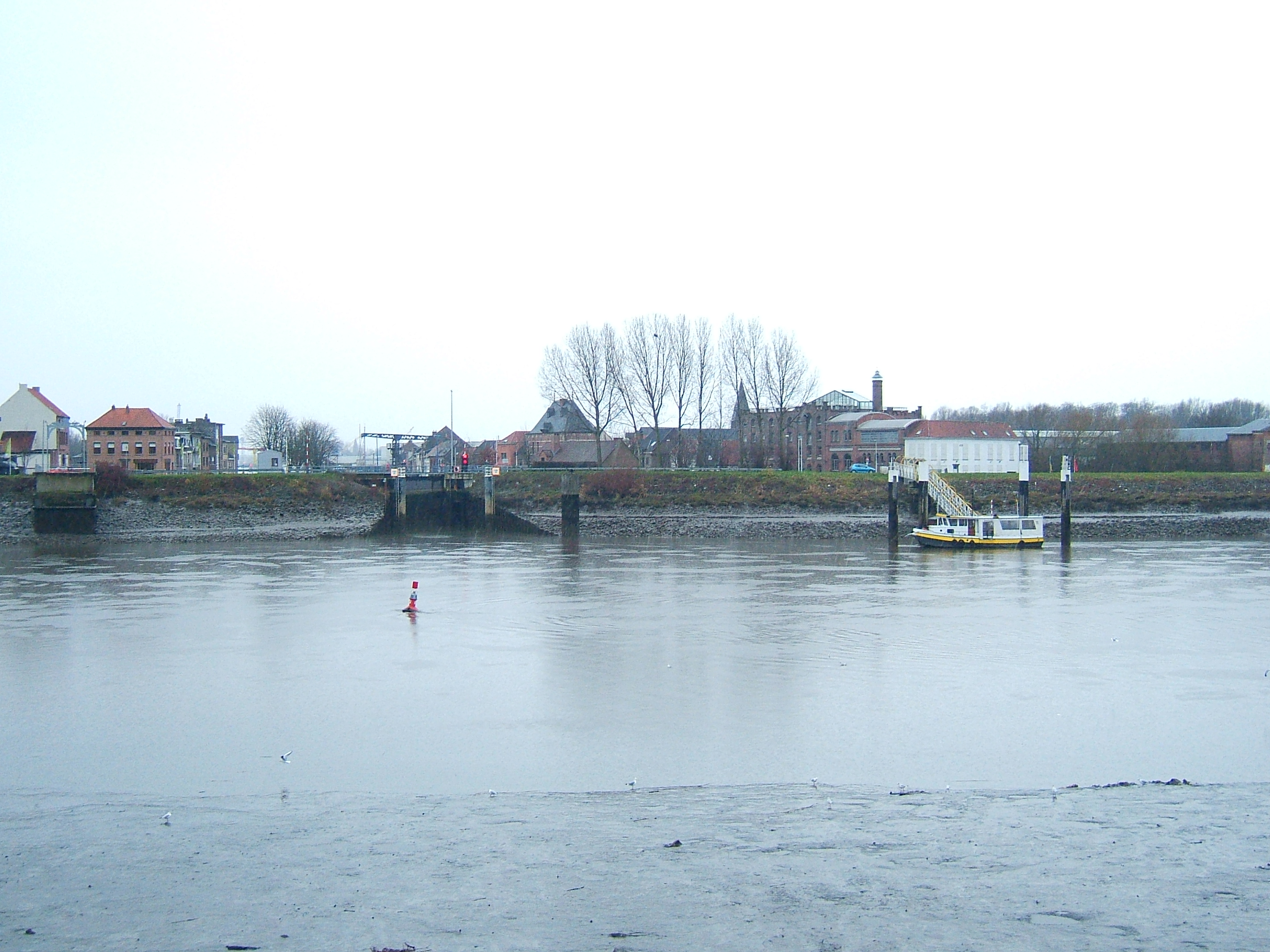
Zicht op Klein-Willebroek.

Klein-Willebroek is een gehucht van Willebroek, ten noorden van het centrum en ervan gescheiden door het Zeekanaal Brussel-Schelde. Geprangd tussen de Rupel en de industrie langs het huidige kanaaltraject, gaat het dorpje oostwaarts over in het natuur- en recreatiegebied dat omheen het Sport Vlaanderen-domein de Hazewinkel gelegen is.

## Geschiedenis
In 1550-1559 werd de Willebroekse Vaart gegraven. Hier ontstond een belangrijke overgang over de Rupel die het Hellegat verving. In Tisselt kwam aanvankelijk een sluis, maar in 1553 werd deze aangevuld met een sluis verder naar het noorden, gebouwd in 1554-1557. Toen in 1569 een watersnood uitbrak wilde men de getijdewerking op het kanaal buitensluiten en bouwde daarom een sluis aan het begin van het kanaal, waar het uitmondde in de Rupel. Het was hier dat Klein-Willebroek ontstond. Het groeide aan weerszijden van de oude Willebroekse Vaart op een gebied dat voorheen schorrengebied was.
Toen in de 19e eeuw er steeds grotere schepen kwamen werd het kanaal aangepast en vanaf 1900 werd het kanaal uitgebouwd tot zeekanaal, een project dat in 1922 was voltooid. Hierbij werd de oude vaart bij Klein-Willebroek naar het westen afgetakt en werden de sluizen te Klein-Willebroek en Tisselt opgeheven.
Te Klein-Willebroek werd door de Spanjaarden in 1576 een fort gebouwd dat in 1579 door Staatse troepen werd veroverd om in 1584 opnieuw door de Spanjaarden te worden ingenomen. In 1683 werd het fort door de Fransen bezet en toen die zich terugtrokken raakte het in verval.
In 1922 kwam het gemoderniseerde kanaal ten zuiden van Klein-Willebroek klaar, dat westelijk van dit gehucht nog eerst stroomafwaarts op de Rupel aansloot ten zuidoosten van Wintam, doch heden langsheen dit Oud Sas verder doorgetrokken werd om voorbij het aldus gevormde Noordelijk Eiland via een nieuwe zeesluis van Wintam meteen in de Schelde uit te monden. In de algemene omgang heet ook met de tamelijk vroeg-20e-eeuwse tak en eind-20e-eeuwse verlenging, het ganse huidige zeekanaal nog steeds Willebroekse Vaart of Kanaal van Willebroek. De aloude tak, die nu niet zonder reden Jachthaven Klein-Willebroek genoemd wordt, blijft met sas dienstig voor pleziervaartverkeer.

## Bezienswaardigheden
- Het sashuis van 1608 met daarin een heemkundig museum.
- Het 19e-eeuwse ijzeren portaal van de verdwenen Van Enschodtbrug over de Rupel. Daar reden de geallieerden op 4 september 1944 op aanwijzen van Robert Vekemans over om Antwerpen te gaan bevrijden, waaraan de Shermantank als monument ernaast herinnert.[3][4]
- De Onze-Lieve-Vrouw Beschermster van Schippers en Zeeliedenkapel aan het Hoofd, is van 1842. Nadat in 1901 een definitieve kerk gereed was gekomen deed ze dienst als smidse, magazijn en uiteindelijk als ontmoetingscentrum.
- De Onze-Lieve-Vrouw-Onbevlekt-Ontvangenkerk.
- Het Nationaal Schippersmonument ofwel Nationaal monument Schippersgezin vervaardigd door Gilbert De Nil in 1979 bevindt zich naast de saskom.[4]
- De omgeving van het Sashuis met de wipbrug voor de saskom, is sinds 1981 een beschermd dorpsgezicht.
- Het beeld van De Boottrekker (Rik Honsia, 1987) vóór het Sashuis.[5]
- Naast het in 1835 door de Boomse brouwersfamilie Lamot verworven 18e-eeuwse brouwershuis Het Kanton werd in 1837 een brouwerij opgetrokken aan Hoofd (nr. 1), nog voor hun eerste vestiging in Mechelen waar de hoofdzetel zou terechtkomen.[6] Het huidige bakstenen brouwerijgebouw in Klein-Willebroek stamt uit 1911. De mouteest ervan, met de bijbehorende gereedschappen, werd in 1995 geklasseerd als monument.[7]

## Natuur en landschap
Twee van de vier Willebroekse beboste gebieden liggen in Klein-Willebroek: Bospark en Het Boske. Dit laatste was lange tijd slechts een acaciabos maar werd een gemengd loofbos met onder meer ook es, els, esdoorn en eik, zodat ook het vogelbestand gevarieerder raakte.
Het belangrijkste natuurgebied is Broek de Naeyer van 66 ha. Het ligt ten oosten van de kom.
Ten noorden van Klein-Willebroek stroomt de Rupel en aan de zuid- en westkant vindt men industrie.

## Nabijgelegen kernen
Noordelijk is Boom bereikbaar via een veerpont voor fietsers en voetgangers. Oostzuidoostelijk ligt Heindonk, zuidzuidoostelijk Blaasveld, zuidelijk Willebroek, westelijk Sauvegarde en westnoordwestelijk Ruisbroek.